# Zale squamularis
Zale squamularis är en fjärilsart som beskrevs av Dru Drury 1770. Zale squamularis ingår i släktet Zale och familjen nattflyn. Inga underarter finns listade i Catalogue of Life.

## Bildgalleri

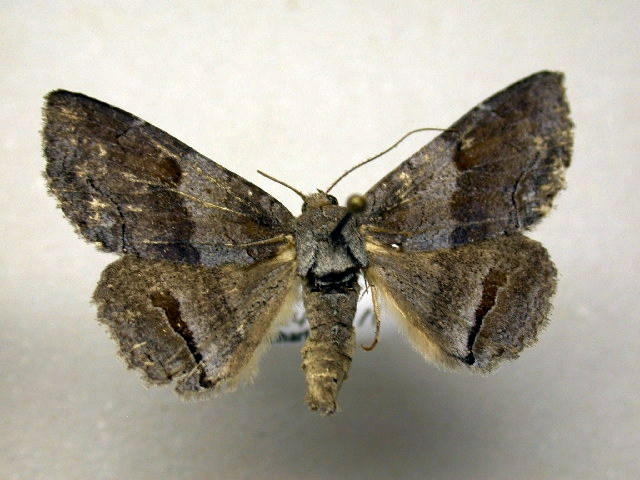